# Космос-1151
Космос-1151 је један од преко 2400 совјетских вјештачких сателита лансираних у оквиру програма Космос.
Космос-1151 је лансиран са космодрома Плесецк, СССР, 23. јануара 1980. Ракета-носач Циклон-3 је поставила сателит у орбиту око планете Земље. 